# Pojišťovna Praha
Pojišťovna Praha je secesní budova  v Praze na Starém Městě, na adrese Národní 7 (č.p. 1011). Vznikla v letech 1906–1907 přestavbou empírového domu v domovním bloku mezi budovou někdejší České spořitelny (nyní sídlo Akademie věd České republiky) a o pouhý rok dříve adaptovaným domem U Topičů. Architektem byl Osvald Polívka. Od roku 1964 je budova kulturní památkou.

## Historie
Před secesní přestavbou zde stál řadový dům se čtyřmi křídly kolem obdélného dvora, tvořený pozdně klasicistním domem z druhé třetiny 19. století na půdorysu ve tvaru L, k němuž byla v roce 1875 přistavěna další novorenesanční část. Dům původně patřil nakladateli a novináři Františku Šimáčkovi a po roce 1885 jeho zeti Františku Topičovi. V roce 1894 byl dům upraven architektem Janem Zeyerem, ve dvoře vznikl výstavní sál ze železa a skla (původní Topičův salon, kde se konaly od roku 1899 výstavy evropské moderny a expozice Spolku výtvarných umělců Mánes). V roce 1905 Topič dům prodal pojišťovně Praha a ta ho následně v letech 1906–1907 nechala upravit; secesní adaptaci navrhl architekt Osvald Polívka, který předtím pro potřeby Topičova salonu upravil sousední dům č.p. 1010 (nynější dům U Topičů). Přestavbu provedla firma Matěje Blechy.
V roce 1908 byl sál ve dvoře pojišťovny přestavěn na hostinskou verandu. V šedesátých letech 20. století sídlila ve dvorním přístavku vinárna Viola, v níž v roce 1963 vznikla Poetická vinárna Viola, v té době významné centrum uměleckého přednesu básnických textů. Nynější divadelní scéna s názvem Divadlo Viola, zaměřená na komorní představení inspirovaná literárními texty, je jejím pokračovatelem. Interiér Violy v roce 1988 upravil architekt Miroslav Řepa.
Budova patří veřejné výzkumné instituci Středisko společných činností Akademie věd ČR, kromě divadla jsou v obchodních prostorách v přízemí ještě knihkupectví a prodejní galerie.

## Popis
Secesní jižní průčelí orientované do Národní třídy je sedmiosé, třípatrové (na místě 4. patra je polopatro), střecha je sedlová. Z dekorativní symetricky řešené fasády vystupují ve druhém patře tři arkýře propojené balkonem. 
Neobvyklá je mohutná nad ulici vystupující horní římsa se dvěma novobarokně tvarovanými atikovými štíty nad krajními osami; o jeden se opírá dívka s lyrou, o druhý stařec s knihou (autorem je František Rous). Mezi konzolami nesoucími římsu je barevný mozaikový pás, v němž je kolem pěti okének polopatra vytvořen plastický nápis PRAHA. Mezi okny prvního patra jsou alegorické barevně glazované reliéfy s náměty pojišťovnictví od Ladislava Šalouna, nad okny druhého patra jsou nápisy: Život, Kapitál, Pojišťuje, Důchod, Věno a nad arkýři plastiky andílků a sov.
V přízemí, nedotčeném secesními úpravami, zůstal zachován klasicistní obloukový portál průjezdu. Dochovaly se i některé další uměleckořemeslné prvky: kované balkonové zábradlí, praporové žerdi, vitráž dveří do dvora k Divadlu Viola.

## Galerie

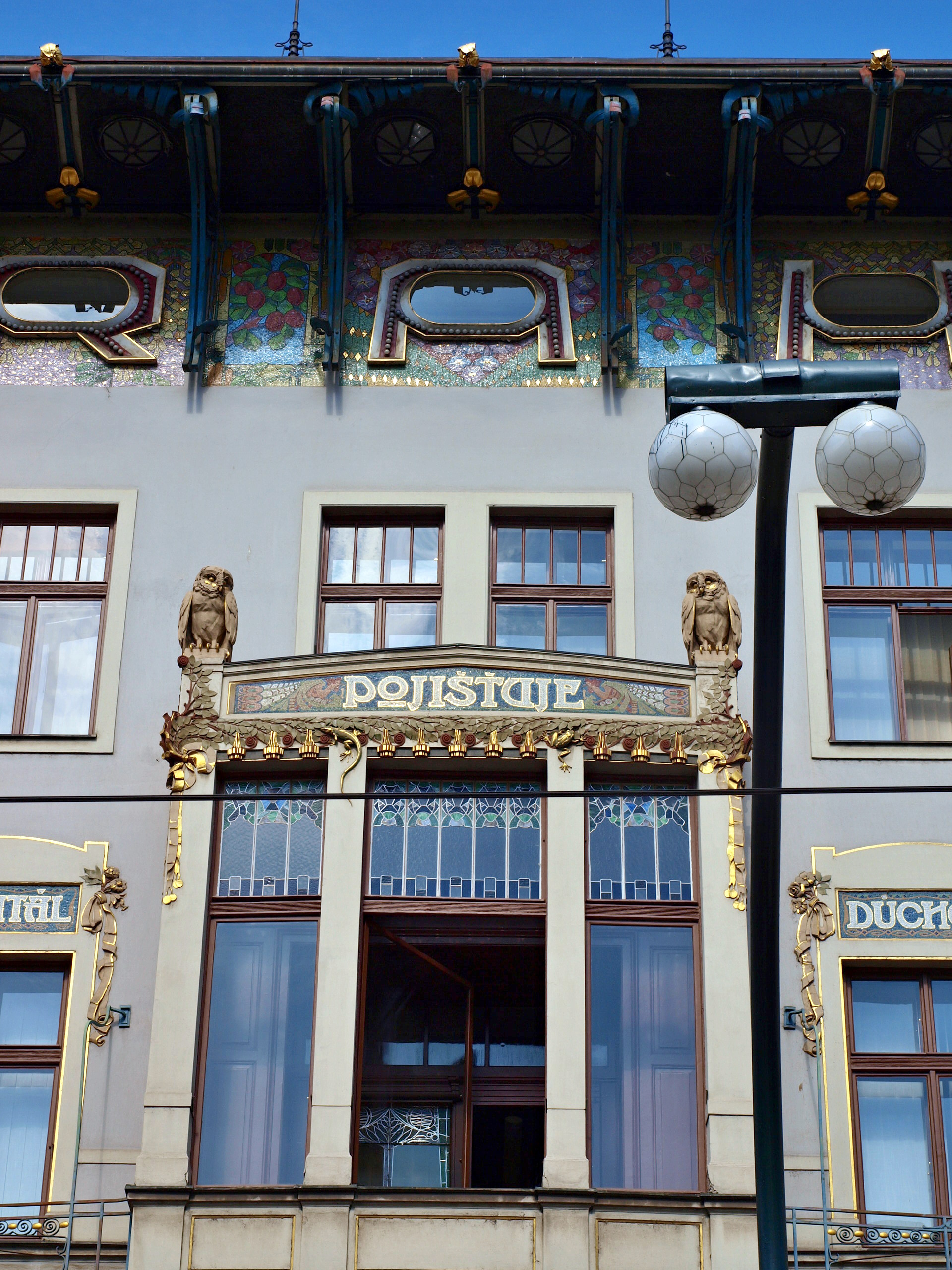
Prostřední arkýř ve 2. patře
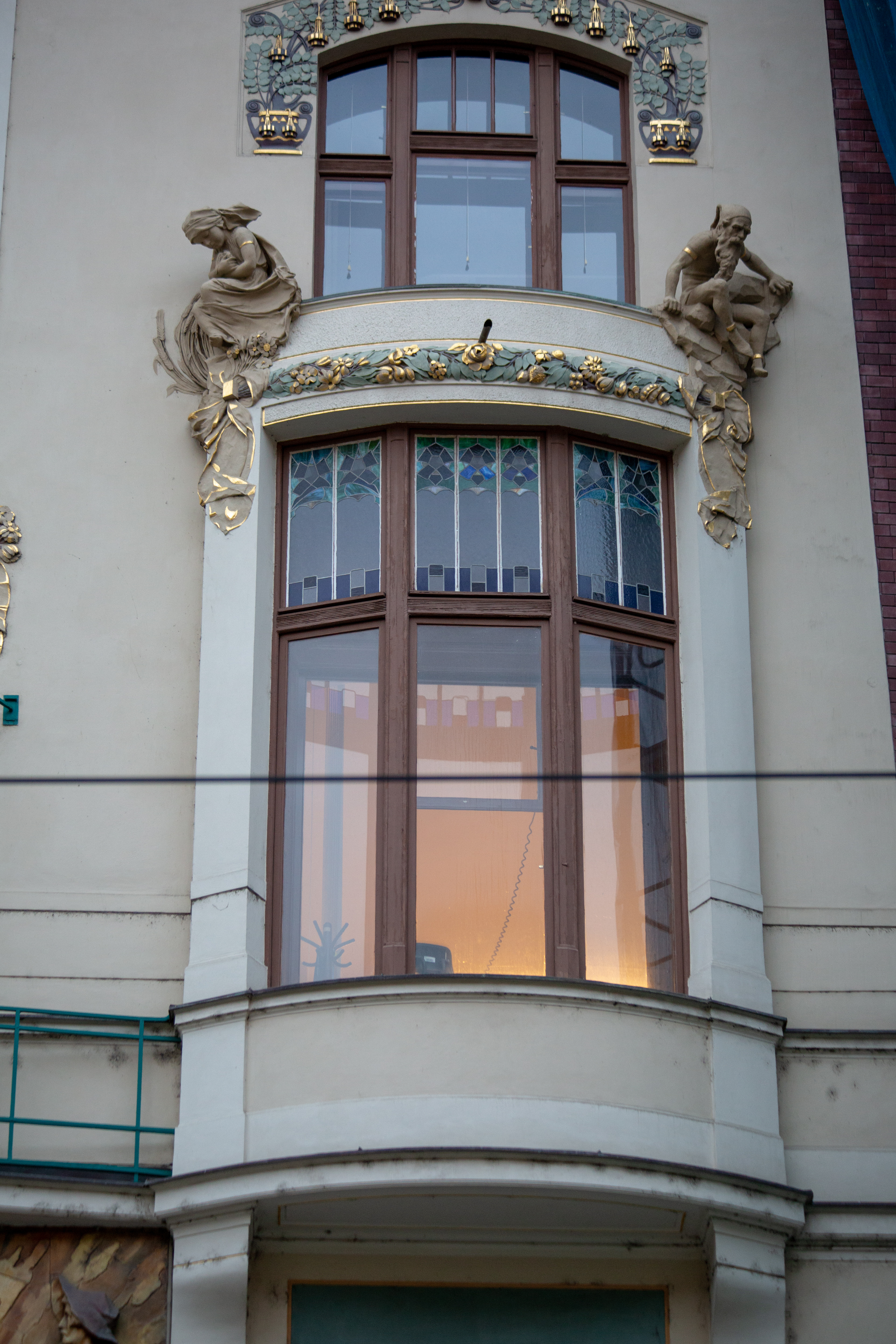
Pravý arkýř
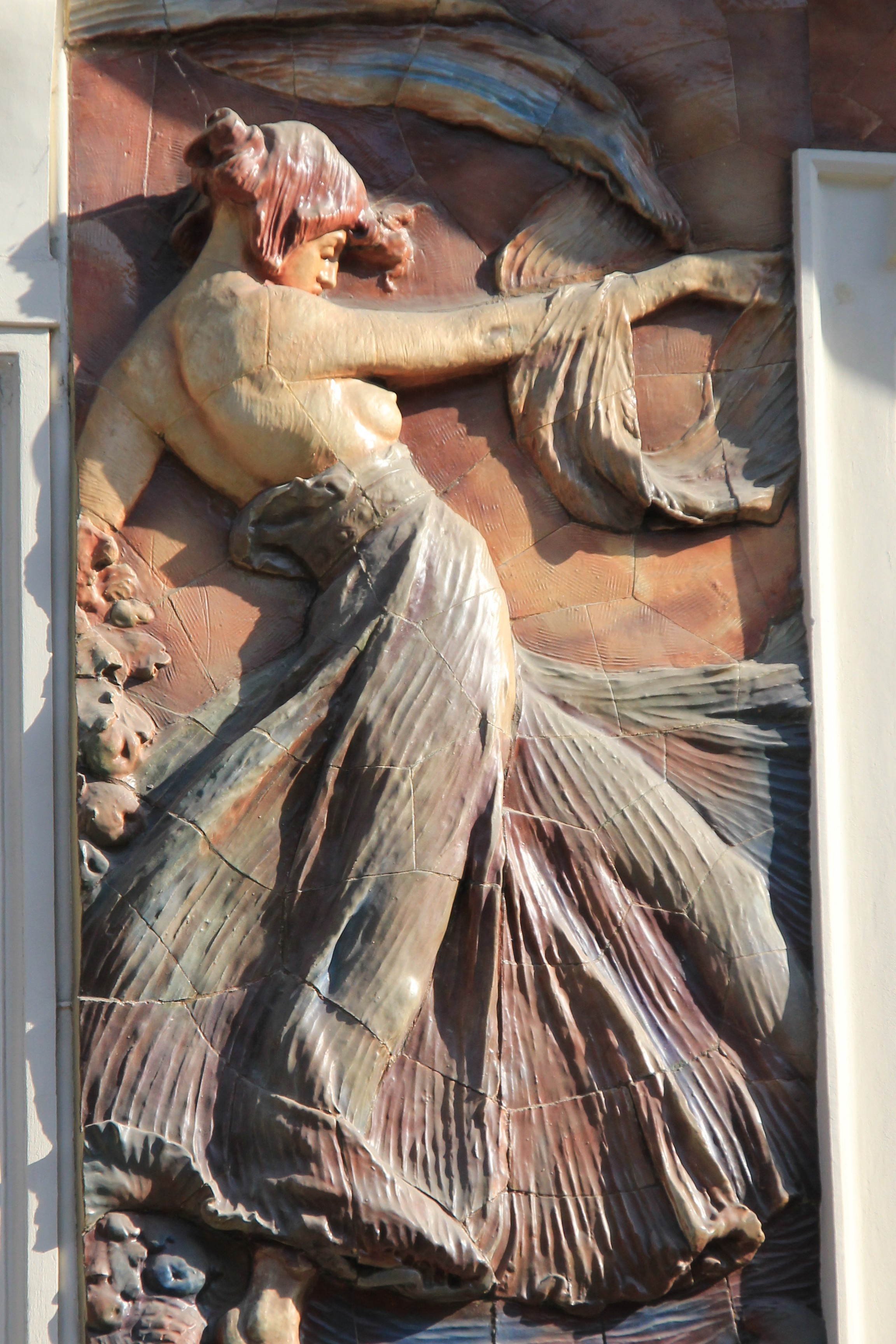
Jeden ze Šalounových reliéfů
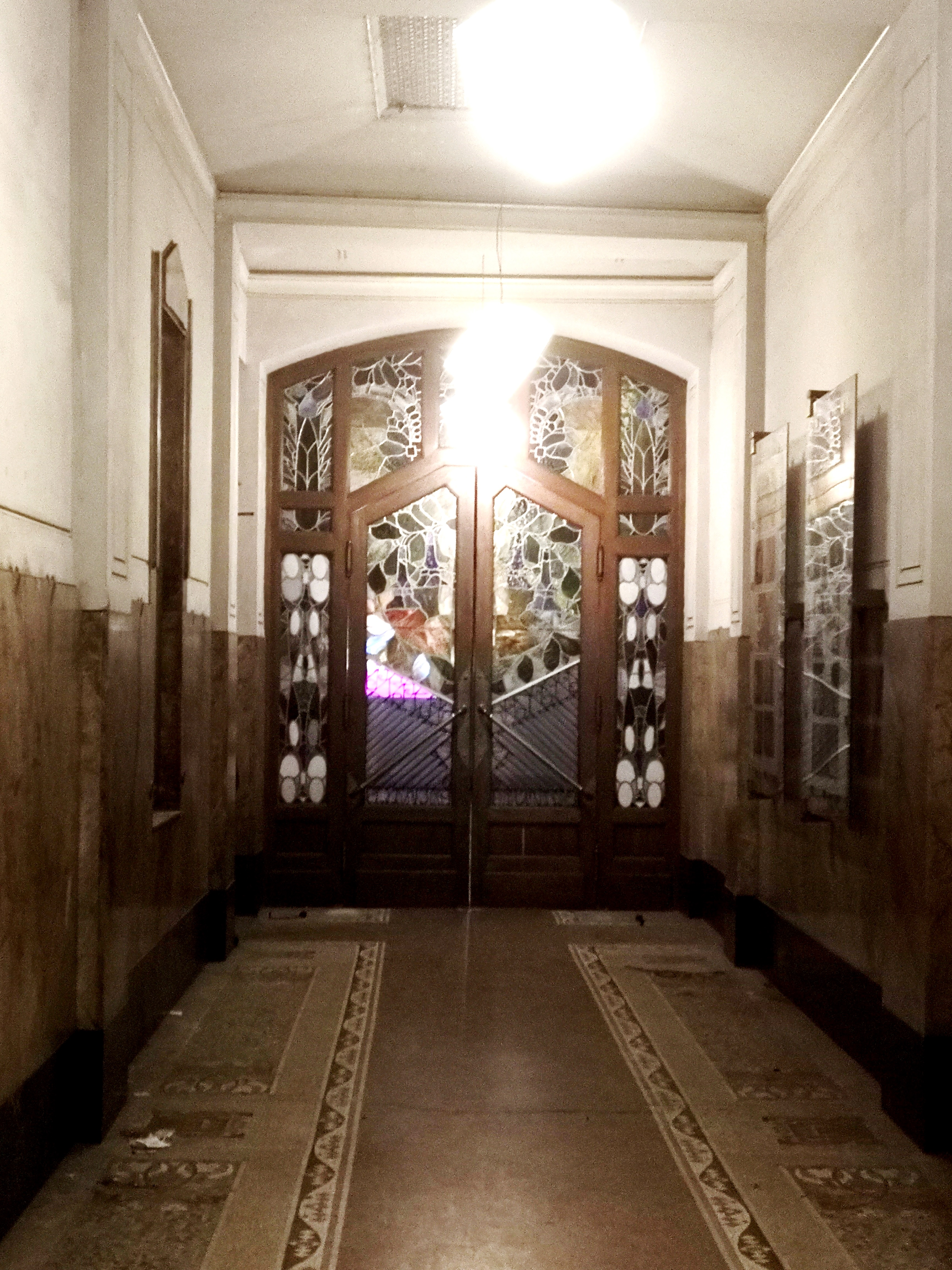
Vitrážové dveře do Divadla Viola
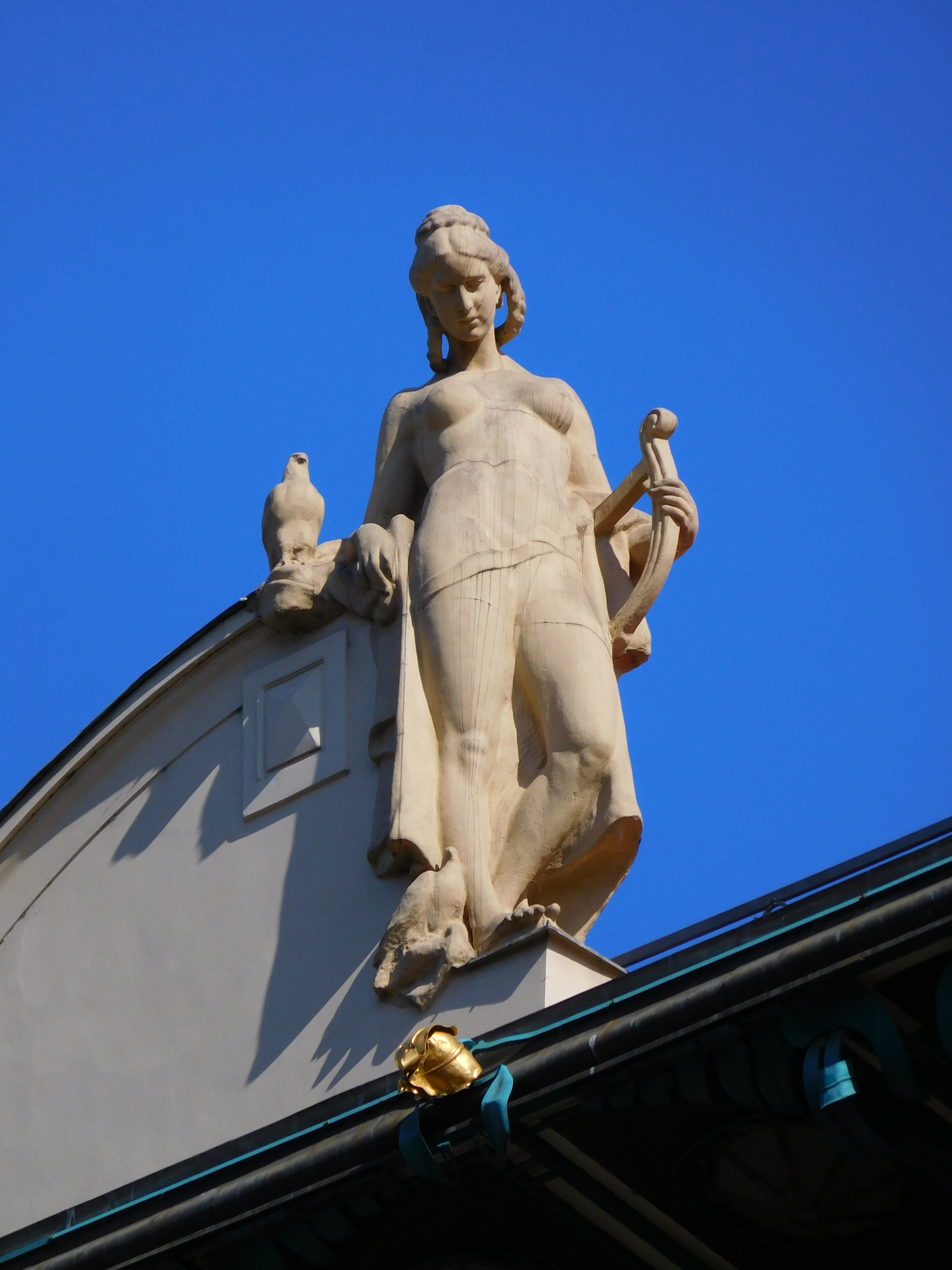
Dívka s lyrou
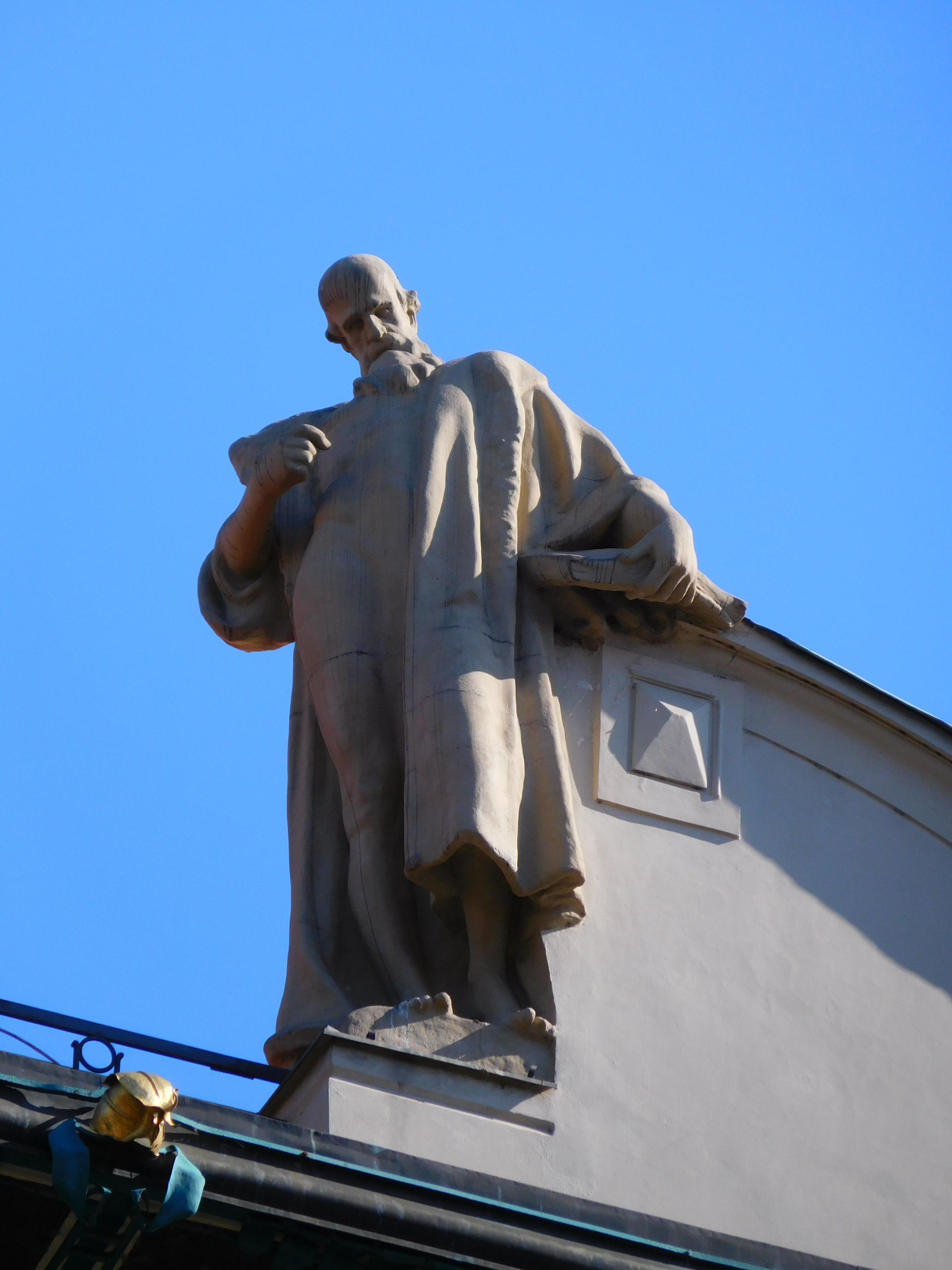
Stařec s knihou